# Jorge de Lima
Jorge de Lima (União dos Palmares, 23 de abril de 1893 — Rio de Janeiro, 15 de novembro de 1953) foi um poeta, romancista, pintor, político, médico, biógrafo, ensaísta e tradutor brasileiro. Nascido em Alagoas, mudou-se ao Rio de Janeiro em 1930, fazendo de seu consultório ponto de encontro entre artistas e intelectuais da época. Mesmo sendo considerado um grande nome do modernismo brasileiro, sua obra percorre vários movimentos e características. Foi considerado para receber o Prêmio Nobel de Literatura em 1958, mas faleceu em 1953.
Com grande destaque na poesia, sua obra máxima, a Invenção de Orfeu, é marcada pela diversidade de formas, referências e extensão. Publicada em 1952, procura uma nova forma de poesia em uma ilha utópica, onde propõe a superação do individualismo e hostilidade, abrindo espaço a uma nova ordem: mais solidária e sensível. Nesse seu último livro, o exercício poético se volta para o oceano íntimo, em busca da ilha essencial e inacessível aos poderes que governam o seu tempo e o seu mundo.

## Biografia

### Infância em Alagoas
Filho do comerciante José Matheus de Lima, natural de Tacaratu, no sertão pernambucano, e de Delmina, natural de Sergipe. Seus avós paternos foram Alexandre da Cunha Lima e Maria Joana de Lima. Seus bisavós paternos foram Alexandrino Barroso de Lima e Joana Maria de Lima. Foram seus avós maternos Licínio Simões e Joana Simões e bisavós maternos Licínio Barroso Simões e Elvira Castro Simões.
Escreveu seu primeiro poema aos 14 anos, O acendedor de lampiões. Passou a infância entre brincadeiras e a observação aguda da região e dos arredores da sua cidade natal. Cursou o ensino básico em União dos Palmares e Maceió, Alagoas.

### Faculdade em Salvador
Transferiu-se para Salvador em 1908, onde iniciou seus estudos em Medicina. Na Bahia, cursou a faculdade de medicina durante cinco anos, transferindo-se para o Rio de Janeiro, em 1914, onde concluiu o curso. Sua tese de doutoramento “O destino do lixo no Rio de Janeiro” recebeu a orientação do médico e poeta Afrânio Peixoto, e foi publicada em 1914. No mesmo ano, publicou seu primeiro livro de poemas. XIV Alexandrinos, com seu poema de destaque O acendedor de lampiões.
No dia 5 de fevereiro de 1917, em Belém do Pará casou-se com Ádila. Logo após o casamento, retornou a Maceió e se dedicou à medicina, literatura e política. Teve dois filhos: Mário Jorge, nascido em 20 de janeiro de 1926, e Maria Tereza, nascida em 13 de abril de 1927. Foi professor e diretor da Escola Normal e do Liceu Alagoano. Em 1919, ganhou a eleição para deputado estadual pelo Partido Republicano de Alagoas, assumindo a Presidência da Câmara durante dois anos.

### Mudança ao Rio de Janeiro
A partir de 1930, mudou-se definitivamente ao Rio de Janeiro e montou um consultório na Cinelândia, na Praça Floriano, n.º 55, no 11.º andar, o prédio que abriga o famoso Bar Amarelinho. Atendia diariamente, das 15 às 17h e morou por um período na Rua Ramon Franco, n.º 48.
Transformado também em ateliê de pintura e ponto de encontro de intelectuais, reunia no consultório gente como Murilo Mendes e José Lins do Rego. A partir de 1935, junto com Murilo Mendes, se aproximou do catolicismo, mas, com o passar do tempo, sua religiosidade foi cada vez mais se aproximando de uma abordagem da poesia como expressão do divino, num sentido individual e artístico, não propriamente católico.
Em 1935, voltou à vida política, elegendo-se como vereador e em 1948 presidiu a Câmara de Vereadores.
Em 1939 passou a se dedicar também às artes plásticas, participando de várias exposições, tendo publicado o álbum de fotomontagem A pintura em pânico. Em 1952, publicou seu livro mais importante, o épico Invenção de Orfeu. Em 1953, meses antes de morrer, gravou poemas para o Arquivo da Palavra Falada da Biblioteca do Congresso de Washington, nos Estados Unidos.

## Obras
Jorge de Lima foi poeta, romancista e tradutor brasileiro. Fez parte do Modernismo Brasileiro, ao lado de Murilo Mendes e Cecília Meireles na poesia e de Raquel de Queiroz, José Lins do Rego e Graciliano Ramos, nos romances. É autor de uma obra poética que oscila entre o formalismo, o misticismo, as recordações da infância e a influência da cultura negra. A carreira poética de Jorge de Lima foi múltipla, inicia na influência do Movimento Parnasiano e Simbolista para, cercar-se nas técnicas do Modernismo, nos anos de 1920. Reuniu suas várias fases poéticas em sua epopeia barroco-surrealista Invenção de Orfeu, de 1952.
Para Manuel Bandeira, a verdadeira estreia de Jorge de Lima na literatura brasileira aconteceu com a publicação do poema O mundo do menino impossível, de 1925, onde rompeu com as formas estabelecidas pelo parnasianismo e simbolismo, base de seu primeiro livro: XIV Alexandrinos. Após a publicação de Poemas, livro de 1927, José Lins do Rego afirmou que com esse caderno o Nordeste teve o seu primeiro livro de poesia. "O Nordeste dos cangaceiros, do rio de São Francisco, de Lampião, do padre Cícero, das bonecas de pano que se vendem nas feiras, de toda a sentimentalidade tão característica de nossa gente".

Jorge de Lima, de paletó cinza com chapéu e papéis na mão, sem data. Arquivo Nacional.

Foi candidato cinco vezes à Academia Brasileira de Letras, não tendo sido eleito em nenhuma O que o levou ao grupo de escritores esnobados pela academia, como Júlia Lopes de Almeida, Lima Barreto, Oswald de Andrade e Mário Quintana. Para Antonio Olinto, poeta e acadêmico, resta apenas uma amargura e uma incompreensão sobre a não eleição de Jorge de Lima: 
"Aquele que mais longe foi em nossa terra na feitura do verso e no uso da poesia como expressão de um povo e de uma nação, é de se espantar seja ele posto de lado pela presente comunidade literária do País."
Para Ivan Junqueira, a Academia cometeu uma falha imperdoável com o autor, cujo trabalho literário foi excepcionalmente bem recebido pela crítica e pelo público. Junqueira não acredita que o poeta tenha transitado à margem da literatura de seu tempo e "até hoje, transcorridos mais de 50 anos de sua publicação, não há poeta brasileiro que dele não se lembre".

### Poesia
Em comparação aos demais poetas brasileiros, Jorge de Lima se destaca pela mutabilidade e complexidade de sua escrita. Aderiu ao parnasianismo, modernismo e às características regionalistas, católicas, afro-brasileiras, surrealistas, barrocas e simbolistas ao longo de sua vida. Numa entrevista no lançamento de seu livro Túnica Inconsútil, quando questionado sobre a mudança de forma e estética constante responde: "Fome do eterno, do essencial, do universal. Não venho para a presente fase de minha poesia por ter falhado como poeta 'modernista', apenas brasileiro. Vi meus poemas se popularizarem. E hoje eles já não me satisfazem mais. Tenho verdadeiramente fome do universal".
- XIV Alexandrinos (1914), inclui poemas como O acendedor de Lampiões e outros.
- O Mundo do Menino Impossível (1927).
- Poemas (1927), nesse livro O Mundo do Menino Impossível é incluído e republicado.
- Novos Poemas (1929), inclui poemas como Essa negra Fulô
- Poemas escolhidos (1932).
- Tempo e Eternidade (1935), com Murilo Mendes.
- A Túnica Inconsútil (1938).
- Anunciação e encontro de Mira-Celi (1943).
- Poemas Negros (1947), reúne dezesseis poemas já editados em livros anteriores, além de 23 novos poemas como Ancila negra.
- Livro de Sonetos (1949).
- Obra Poética (1950), inclui toda obra poética até então + Anunciação.
- Invenção de Orfeu (1952).
- Castro Alves - Vidinha (1952).
- Antologia Poética (1962).

#### O poeta parnasiano
Inicia sua carreira como poeta parnasiano, alcançando destaque com O acendedor de lampiões, poema presente em XVI Alexandrinos, foi daí que o título príncipe dos poetas alagoanos surgiu. 
O acendedor de Lampiões
"Lá vem o acendedor de lampiões na rua!
Este mesmo que vem infatigavelmente,
Parodiar o sol e associar-se à lua
Quando a sombra da noite enegrece o poente!
Um, dois, três lampiões, acende e continua
Outros mais a acender imperturbavelmente,
À medida que a noite aos poucos se acentua
E a palidez da lua apenas se pressente.
Triste ironia atroz ue o senso humano irrita: ---
Ele que doira a noite e ilumina a cidade,
Talvez não tenha luz na choupana em que habita.
Tanta gente também nos outros insinua
Crenças, religiões, amor, felicidade,
Como este acendedor de lampiões da rua!

#### O poeta modernista
Lançado em 1927, poema que rompe com a tradição parnasiana, O Mundo do Menino Impossível foi impresso em 300 cópias, com ilustrações feitas pelo próprio autor e coloridas pelo seu irmão, Hildebrando de Lima. O poema trabalha sobre o imaginário infantil que prefere, no lugar dos brinquedos refinados, a imaginação com os objetos do seu redor. A leitura de Manuel Bandeira sobre essa poesia é que para além da criança que renega brinquedos refinados, é Jorge de Lima quem recusa "os brinquedos perfeitos/que os vovôs lhe deram:" as formas tradicionais parnasianas. É após a incursão ao modernismo que Lima inclui em sua poética temas regionalistas, além da mudança à uma linguagem coloquial, a uma adesão mais profunda ao folclore e ao forte elemento da cultura negra. 
O mundo do menino impossível
[...]
O menino impossível
que destruiu
os brinquedos perfeitos
que os vovós lhe deram:
[...]
brinca com sabugos de milho,
caixas vazias,
tacos de pau,
pedrinhas brancas do rio...
“Faz de conta que os sabugos
são bois...”
“Faz de conta...”
“Faz de conta...”
E os sabugos de milho
mugem como bois de verdade...
e os tacos que deveriam ser
soldadinhos de chumbo são
cangaceiros de chapéus de couro...
E as pedrinhas balem!
[...]
O menino pousa a testa
e sonha dentro da noite quieta
da lâmpada apagada
com o mundo maravilhoso
que ele tirou do nada...
[...]

#### O poeta da fragmentação do real
A partir de Tempo e Eternidade, a poesia de Jorge de Lima diminui o cunho regionalista e se opõe à descrição do real observado ou dos acontecimentos exatos que a memória reteve. Assim, cede lugar à mágica da poesia, a recriação imagética e poética pelas palavras do mundo, é isso que diz em um depoimento: “A grandeza do poeta está em saber recriar poeticamente as suas palavras, tirando-as, como dizia Carlos Drummond de Andrade, do seu estado de dicionário para elevá-las a um estado de poesia”. Da experiência com o surrealismo, a fragmentação e a recomposição do real interferem tanto em sua obra literária quando na artística - suas colagens. É a partir do uso de toda bagagem visual de sonhos e fantasias acumuladas desde a infância que sua escrita toda corpo. São esses elementos improváveis que configuram a tentativa do poeta em alcançar um novo modo de poesia, dando lugar a sua obra maior Invenção de Orfeu.

##### AInvenção de Orfeu
Há quem se espante pelos vários nomes possíveis do livro; o nome oficial foi escolhido por Murilo Mendes, que hesitou entre: Cosmogonia, Canto geral ou Invenção de Orfeu, venceu o último. Mas mesmo assim, Jorge de Lima tratou de colocar subtítulos ao livro: Biografia Épica, Biografia Total e Não, Uma Simples Descrição de Viagem, Ou de Aventuras. Biografia com Sondagens; Relativo, Absoluto e Uno, Mesmo o Maior Canto é, Denominado - Biografia.
A linguagem de Invenção de Orfeu coloca o poeta e a sua poesia em linha direta com o Modernismo, mas não mais o brasileiro da fase de 22, mas o mundial. Unindo as influências surrealistas que procuram uma nova forma à poesia, com os dogmas católicos que procuram a origem, a Invenção de Orfeu é composta.
O livro representa uma tentativa do autor em criar um novo mundo verbal e um novo mundo real melhor e mais humanizado, uma ilha. Jorge de Lima, nessa ilha, se cerca no diálogo com obras da poética clássica: a Divina Comédia, de Dante, a Eneida, de Virgílio, Os Lusíadas, de Camões, o Paraíso Perdido, de Milton. Além de obras e autores da poesia moderna, como Lautréamont, Rimbaud, Eliot e Pound.
Sua raiz parnasiana se manifesta pelo rigor métrico na quase totalidade dos versos do livro e pela grande presença de sonetos. Esse aparente paradoxo é um dos traços marcantes da obra no contexto do Modernismo e no Pós-Modernismo, no sentido de fundir o contemporâneo à tradição ao enquadrar uma linguagem semântica e sintaticamente difícil em uma fluência rítmica regular.
Longe de qualquer linearidade, traça um percurso feito de ciclos que se enovelam em torno de alguns temas e imagens que se repetem. Nesse livro, Lima arquiteta seu projeto mais ambicioso: interpretar as dores coletivas em uma biografia épico-lírica. O livro é composto em dez cantos de formas poéticas múltiplas, mundos particulares e místicos, distribuídos por temas e motivos:
1. Canto I - Fundação da Ilha
2. Canto II - Subsolo e Supersolo
3. Canto III - Poemas Relativos
4. Canto IV - As Aparições
5. Canto V - Poemas da Vicissitude
6. Canto VI - Canto da Desaparição
7. Canto VII - Audição de Orfeu
8. Canto VIII - Biografia
9. Canto IX - Permanência de Inês
10. Canto X - Missão e Promissão

Faz uso da montagem, da superposição de diferentes moldes poéticos: do alexandrino clássico, da redondilha popular, das sextilhas trovadorescas, do soneto, da estrofe única e longa. A ilha, criada por Jorge de Lima carrega um sentido utópico, já que propõe uma nova possibilidade para os seres humanos, entre elas a de superação do individualismo, da hostilidade, estabelecendo uma nova ordem, mais solidária e mais sensível, similar à da arte.  
A leitura dos poemas resulta numa grande canção que despeja um universo de imagens construindo a trajetória do poeta no fazer poético.

### Romances
- Salomão e as mulheres (1923)
- O anjo (1934)
- Calunga (1935)
- Mulher obscura (1939)
- Guerra dentro do beco (1950)

### Ensaios
- A comédia dos Erros (1923)
- Dois ensaios (1929)

### Literatura Infantil e Religiosa
- História da terra e da humanidade (1935)
- Anchieta (1935)
- Vida de São Francisco de Assis (1942)

### Livros
- Andrade, Fábio de Souza. O engenheiro noturno: a lírica final de Jorge de Lima. São Paulo: Edusp, 1997.
- Menezes, Raimundo de. Dicionário literário brasileiro. 2.ª edição. Rio de Janeiro: Livros Técnicos e Científicos, 1978.
- Lobo, Luiza. O clássico e o moderno em Invenção de Orfeu. In: Crítica sem juízo. Rio de Janeiro: Francisco Alves, 1993.

### Ensaios
- Bischof, Betina. O aspecto da (des)formação de uma ilha/país em Invenção de Orfeu, de Jorge de Lima. Terceira Margem, Rio de Janeiro, 2009.
- Bosi, Alfredo. Jorge de Lima poeta em movimento: Do 'Menino Impossível' ao 'Livro de sonetos'. Estudos Avançados, São Paulo, 2016.
- Bosi, Viviana. Orfeu e o gato: Jorge de Lima e Ana Cristina César. Remate de Males, Campinas, 2000.
- Cavalcanti, Luciano. O motivo indígena em Invenção de Orfeu de Jorge de Lima. Eutomia, 2008.
- Cavalcanti, Luciano. Invenção de Orfeu, Jorge de Lima em busca da Idade de Ouro. Estação Literária, 2012.
- Longo, Mirella Márcia. Sobre invenção de Orfeu. Estudos Avançados, São Paulo, 2014.
- Sá, Lúcia de. Invenção de Orfeu e o palimpesto indígena. Luso-Brazilian Review, 2000.

### Teses e Dissertações
- Andrade, Maria Graciema Aché. A invenção do ritmo em Jorge de Lima. Rio de Janeiro: PUC, 2014, Tese.
- Jesus, Suene Honorato de. As duas faces de Orfeu na invenção de Jorge de Lima. São Paulo: Unicamp, 2013, Tese.
- Santos, Virginia. Vozes e imagens da memória em Poemas, Novos Poemas e Poemas Escolhidos, de Jorge de Lima, Maceió: UFAL, 2015, Dissertação.
- Ribeiro, Daniel Glaydson. Carnifágia malvarosa: as violações na Suma Poética de Jorge de Lima. São Paulo: USP, 2016, Tese.
- Silva, Fábio. A invenção barroca de Jorge de Lima, uma leitura de invenção de Orfeu, Rio Grande do Norte: UFRN, 2015, Tese.

### Reportagens
- Episódio de especial sobre Jorge de Lima no De lá pra cá, da TV Brasil de 2013.

- Poesia brasileira
- Murilo Mendes
- Hilda Hilst
- Raimundo Magalhães Junior
- José Lins do Rego
- Casa Jorge de Lima